# Убивство у Вегасі
«Убивство у Вегасі» (англ. Magic Man) — американський трилер 2010 року.

## Сюжет
Три подружки приїжджають на вихідні в Лас-Вегас на шоу знаменитого ілюзіоніста Даріуса. Проте раптово після шоу в кабінках двох ліфтів знаходять розпиляне навпіл тіло однієї з них. До розслідування злочину приступає американський детектив російського походження Юрій Орлов. Головними підозрюваними відразу ж стають сам фокусник і його асистентка. До того ж з'ясовується, що вони пов'язані зі злочинцем-азіатом, якого пристрелив напередодні Орлов під час затримання. Але загадок стає все більше, коли гине ще одна дівчина. Разом з третьою дівчиною, що вижила Орлову належить знайти вбивцю.

## У ролях
| Актор              | Роль             |
| ------------------ | ---------------- |
| Біллі Зейн         | Даріус           |
| Олександр Невський | детектив Орлов   |
| Роберт Даві        | Сімпсон          |
| Бай Лін            | Саманта          |
| Арманд Ассанте     | Тапер            |
| Естель Раскін      | Тетяна           |
| Крістіна Відаль    | Олена            |
| Ендрю Дівофф       | Рудольф Тредуелл |
| Сара Джейн Дженсен | Віра             |
| Річард Тайсон      | детектив Роджерс |
| Е.Дж. Каллахан     | коронер          |
| Джефф Хобсон       | грає самого себе |
| Даніель Ланглуа    | ресепшн          |
| Брендон Молале     | Дерріл           |
| Вероніка Пауерс    | молода Тетяна    |
| Боб Рамнок         | менеджер         |
| Суравіт Сае Кенг   | брат Саманти     |
| Олена Саагун       | покоївки         |
| Майкл Браво        | детектив         |
| Ланетт Фюджіт      | глядачка         |

## Критика
Фільм отримав переважно негативні відгуки. На сайті Megacritic.ru фільм має оцінку у 20 балів зі 100, рейтинг фільму на Internet Movie Database — 2,6 з 10, а глядацька оцінка на сайті КиноПоиск становить 1,2 зірки з 10. У фільмі відзначалися передбачуваність сюжету, низький рівень видовищності, слабка акторська гра і погана режисерська робота.